# منطقه تان فو
منطقه‌تان فو (به لاتین: Tân Phú District) یک منطقهٔ مسکونی در ویتنام است که در هوشی‌مین واقع شده‌است.

## خصوصیات
منطقه‌تان فو ۱۶ کیلومترمربع مساحت و ۴۰۷٬۹۲۴ نفر جمعیت دارد.